# Polygale de Montpellier
Espèce
Synonymes
- Tricholophus monspeliacus (L.) Spach[2]

Polygala monspeliaca L. est une espèce de plantes à fleurs dicotylédones de la famille des Polygalacées. C'est une plante herbacée annuelle trouvée en région Méditerranéenne, en Europe, Afrique du Nord et Asie de l'Ouest.

## Description
Polygala monspeliaca est une espèce de plantes à tige dressée de 10 à 25 cm de long, à feuilles alternes, simples, linéaires, lancéolées, aiguës, à fleurs blanchâtres ou mauves nervurées réunies en grappes lâches dont le calice est constitué de 2 sépales de 6 à 9 mm qui entoure un pétale plus petit, blanchâtre carnée d'une crête.

## Étymologie
Le nom Polygala a été attribué à l'origine à cette plante soit par Pline l'Ancien soit par Dioscoride et reposait sur la croyance que le bétail qui la consomme donnerait beaucoup de lait (poly : beaucoup, gala : lait).
L’épithète monspeliaca fait référence à la ville de Montpellier, où beaucoup de plantes ont été décrites.